# Aspidistra longipedunculata
Aspidistra longipedunculata är en sparrisväxtart som beskrevs av Ding Fang. Aspidistra longipedunculata ingår i släktet Aspidistra och familjen sparrisväxter. Inga underarter finns listade i Catalogue of Life.